# Uma Aaltonen

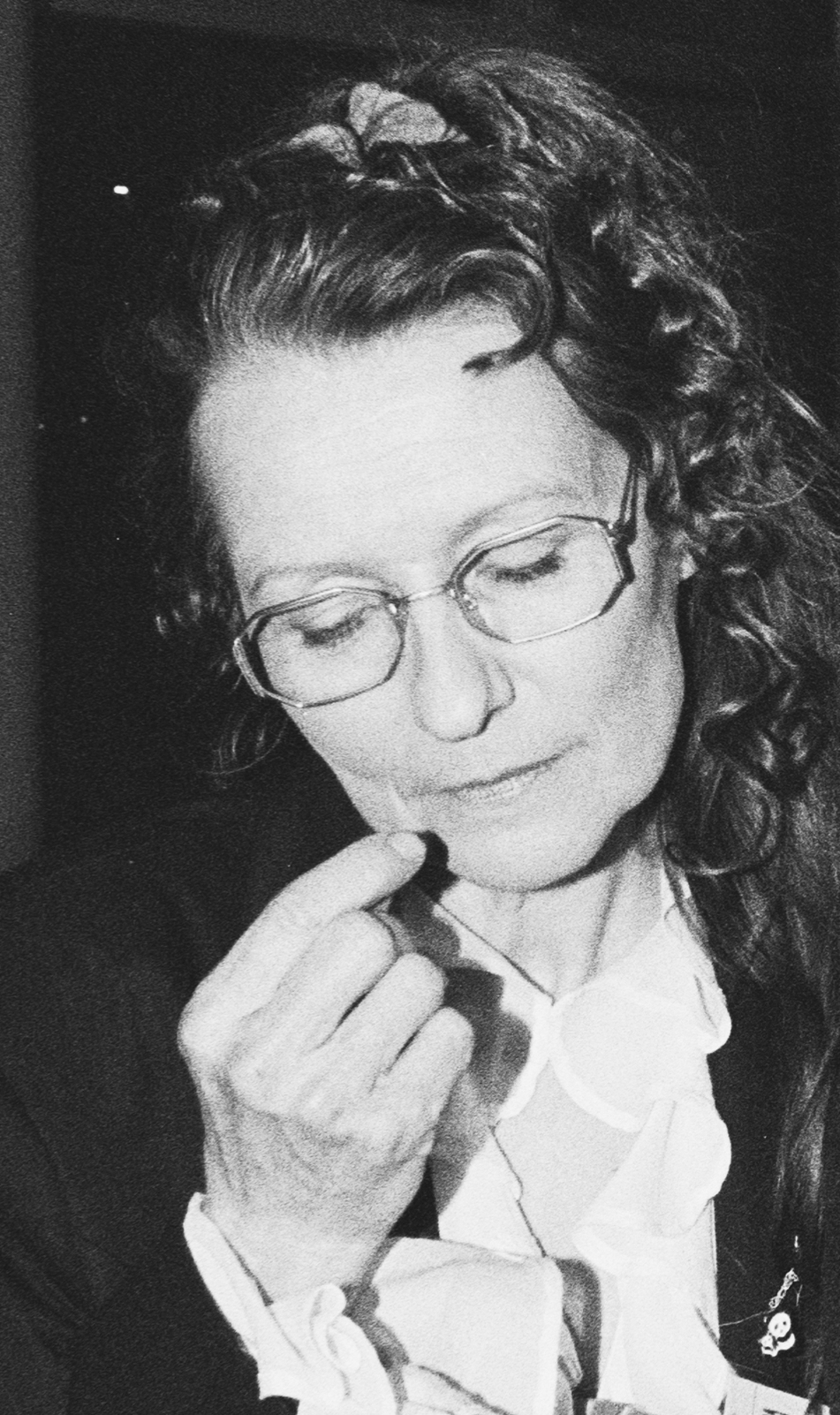
Uma Aaltonen in 1994

Ulla-Maija (Uma) Aaltonen (Vihti, 28 augustus 1940 - Helsinki, 13 juli 2009) was een Fins jeugdboekenschrijfster, journaliste en politica voor de Groene Liga.
Uma werkte onder meer voor de Finse publieke omroep.
In 2003-2004 was zij lid van het Europees Parlement bij De Groenen/Vrije Europese Alliantie, nadat Heidi Hautala was teruggekeerd naar het Finse parlement. Sinds de herfst van 2008 werkte ze als gemeenteraadslid in haar geboorteplaats Vihti.